# Scaphiella weberi
Scaphiella weberi là một loài nhện trong họ Oonopidae.
Loài này thuộc chi Scaphiella. Scaphiella weberi được Arthur M. Chickering miêu tả năm 1968.